# Flat Rock (contea di Surry, Carolina del Nord)
Flat Rock è un census-designated place (CDP) degli Stati Uniti d'America, situato nello stato della Carolina del Nord, nella contea di Surry. Secondo il censimento del 2020 gli abitanti di Flat Rock ammontavano a 1 326.